# Luis López Ballesteros Varela
Luis López Ballesteros Varela Senyor de la Golpilleira. (Vilagarcía de Arousa, 21 de juny de 1782 - Madrid, 13 d'octubre de 1853) fou un Militar i polític espanyol.

## Primers anys i Guerra d'Independència
Es va quedar orfe de pare als 4 anys. La seva mare, igual que tota la seva família materna, era de Dodro. Va estudiar lleis en la Universitat de Santiago de Compostel·la.
Amb l'ocupació francesa d'Espanya, va proclamar la independència de la comarca de Vilagarcía el 8 de maig de 1808, iniciant la resistència a la zona a l'exèrcit napoleònic, primer aixecament a Galícia. Va ser vocal de la Junta Suprema del Regne de Galícia i, amb la repressió napoleònica, va haver de fugir en una nau anglesa. En 1813 va ser procurador síndic de l'Ajuntament de Vilagarcía de Arousa. Durant la Guerra del francès exerciria com a comissari de guerra.

## Restauració absolutista
En 1814 ingressa com a oficial dotzè a Hisenda i en 1818 Ferran VII d'Espanya el nomena Director General de Rendes. En 1820, després del pronunciament de Riego, sol·licita la jubilació per la seva fidelitat al monarca. El 24 de gener de 1822 va ser nomenat Ministre d'Hisenda, però va cessar als 6 dies. Finalitzat el Trienni Liberal, va ser nomenat Ministre d'Hisenda el 2 de desembre de 1823.
Va ser Ministre d'Hisenda durant la dècada ominosa amb Ferran VII durant 9 anys, que representa un període considerable per a un càrrec ministerials del segle xix, i adoptarà mesures d'importància, com la creació de la Borsa de Madrid, l'aprovació del Codi de Comerç, la Llei d'Enjudiciament dels Negocis i Causes Comercials i la creació per primera vegada en la història d'Espanya d'un pressupost anual amb el qual pretenia pal·liar el deute. També crea les Intendències de Guerra i de Marina, la Junta de Foment de Riquesa Pública i la Caixa d'Amortització del Deute. Va negociar amb França i Anglaterra per liquidar el deute. Va fundar el Banco Español de San Fernando, sobre les restes del Banco de San Carlos. També va establir a Madrid el Conservatori d'Arts. Crearà també la Inspecció Fiscal de Duanes i l'expedient de responsabilitats dels funcionaris. Per tot això se'l considera el fundador de la hisenda moderna a Espanya.

## Últims anys i descendència
En 1832 se'l nomena Conseller d'Estat però una vegada mort Ferran VII es retira de la política.
Va ser director de la Reial Acadèmia de la Història i senador en tres ocasions: per la província de Pontevedra, per la de La Corunya en 1844 i és nomenat per Narváez senador vitalici en 1845. Juan Bravo Murillo el nomena president del Consell d'Ultramar. En 1846 Isabel II li ofereix la cartera d'Hisenda, però no l'accepta.
Estava en possessió de la gran creu de l'Orde de Carles III, i era cavaller de l'Orde de Sant Gener, de Nàpols, de la Legió d'Honor, de França, i de l'Orde de la Torre i l'Espasa, de Portugal.
Va ser pare de Diego López Ballesteros, president del Congrés dels Diputats d'Espanya de 1862 a 1863 i ministre d'Ultramar.